# Liste der Monuments historiques in Durmenach
Die Liste der Monuments historiques in Durmenach führt die Monuments historiques in der französischen Gemeinde Durmenach auf.

## Liste der Bauwerke
| Bezeichnung       | Beschreibung | Standort                 | Kennzeichnung | Schutzstatus | Datum | Bild           |
| ----------------- | ------------ | ------------------------ | ------------- | ------------ | ----- | -------------- |
| Schloss Durmenach | 1694 erbaut  | 15 rue du Château (Lage) | PA00085411    | Inscrit      | 1988  | weitere Bilder |